# Classe Blonde
La classe Blonde est une classe de deux croiseurs éclaireurs (ou scout cruiser en anglais) de la Royal Navy construite avant la Première Guerre mondiale.

## Conception
La classe Blonde est équivalente à la précédente classe Boadicea, mais légèrement plus longue pour pouvoir recevoir les 10 canons de 102 mm.
Elle reçoit aussi les premiers tubes lance-torpilles de 533 mm (21 pouces).

## Service
Les deux unités sont affectuées aux flottilles de destroyers. Trop lents, ils sont convertis en mouilleurs de mines avant la fin de la guerre.
Ils furent vendus à la ferraille après la fin des hostilités.

## Unités
| Nom         | Chantier                        | Lancement        | Service effectif | Fin de service                     | Photo |
| ----------- | ------------------------------- | ---------------- | ---------------- | ---------------------------------- | ----- |
| HMS Blonde  | Pembroke Dockyard Pembrokeshire | 22 juillet 1910  | mai 1911         | mai 1920-mis à la ferraille        |       |
| HMS Blanche | Pembroke Dockyard Pembrokeshire | 25 novembre 1909 | novembre 1910    | 27 juillet 1921-mis à la ferraille |       |